# Sanok-Turkaer Gebirge

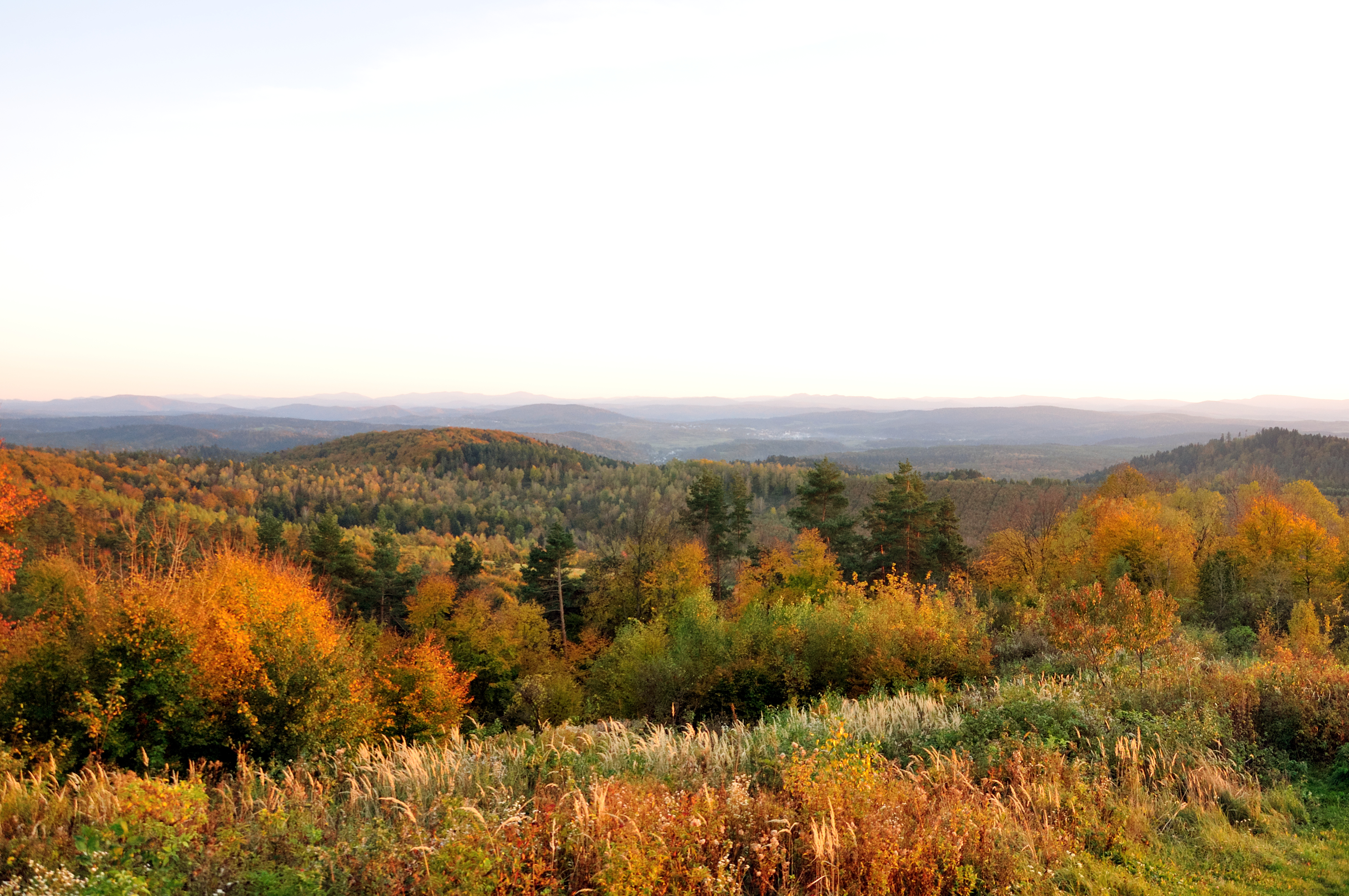
Blick vom Pass Przełęcz Przysłup

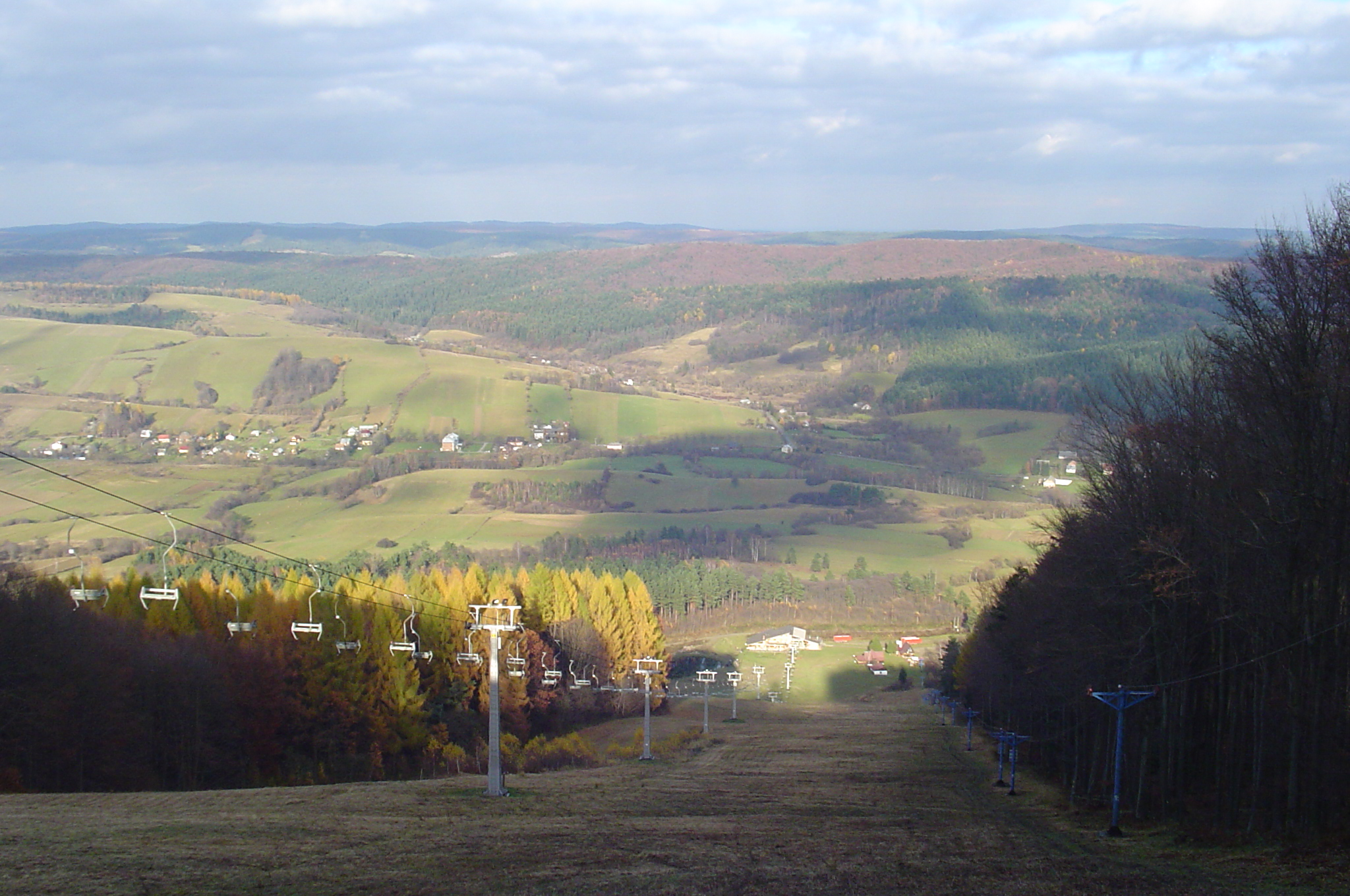
Blick vom Skilift Laworta

Das Sanok-Turkaer Gebirge (polnisch: Góry Sanocko-Turczańskie) ist Teil der Waldkarpaten in den Äußeren Ostkarpaten im südlichen Polen in der Woiwodschaft Karpatenvorland und in der Ukraine. Sein höchster Gipfel ist die Magura Łomniańska mit 1024 m. Es hat eine Fläche von 930 km².  

## Geographie
Das Gebirge grenzt im Süden an das Bieszczady, im Norden reicht es bis an das Przemyśl-Gebirge, im Westen an den Buków-Gebirge und im Osten an die Brzeżne Beskiden. Es liegt zwischen den Flüssen San im Westen und Stryj im Osten. Durch das Gebirge fließen die Wiar, die Tyrawka und die Stupnica.

## Gliederung
Das Gebirge gliedert sich in mehrere Kämme. Den südlichsten Kamm machen die Saana Berge aus.

## Geschichte
Das Gebirge war bis ins Mittelalter nur schwach besiedelt. Die Besiedelung erfolgte durch die polnischen Magnatenfamilien, denen das Land gehörte, im 15. Jahrhundert mit Bojken und Walachen.
1099 fand am Wiar eine Schlacht zwischen dem ungarischen König Koloman und dem Fürsten von Halytsch-Wolodymyr, die letzterer für sich entscheiden konnte.
1377 führte Ludwig der Große von Ungarn und Polen sein Heer durch das Gebirge um gegen das Großfürstentum Litauen zu ziehen.
1941 begannen deutsche und slowakische Verbände das Unternehmen Barbarossa mit dem Überschreiten der Molotow-Linie, die durch das Gebirge verlief.

## Städte
Am Westrand des Gebirges liegt Sanok und am Südrand Ustrzyki Dolne, ansonsten fehlen größere Städte.

## Tourismus

### Wandern und Fahrrad
Durch das Gebirge verlaufen zahlreiche markierte Wander- und Fahrradwege.

### Wintersport
In Ustrzyki Dolne befinden sich mehrere Skigebiete in dem Gebirge, von denen das Skigebiet Laworta das größte ist.